# Karthauzi kolostorok listája

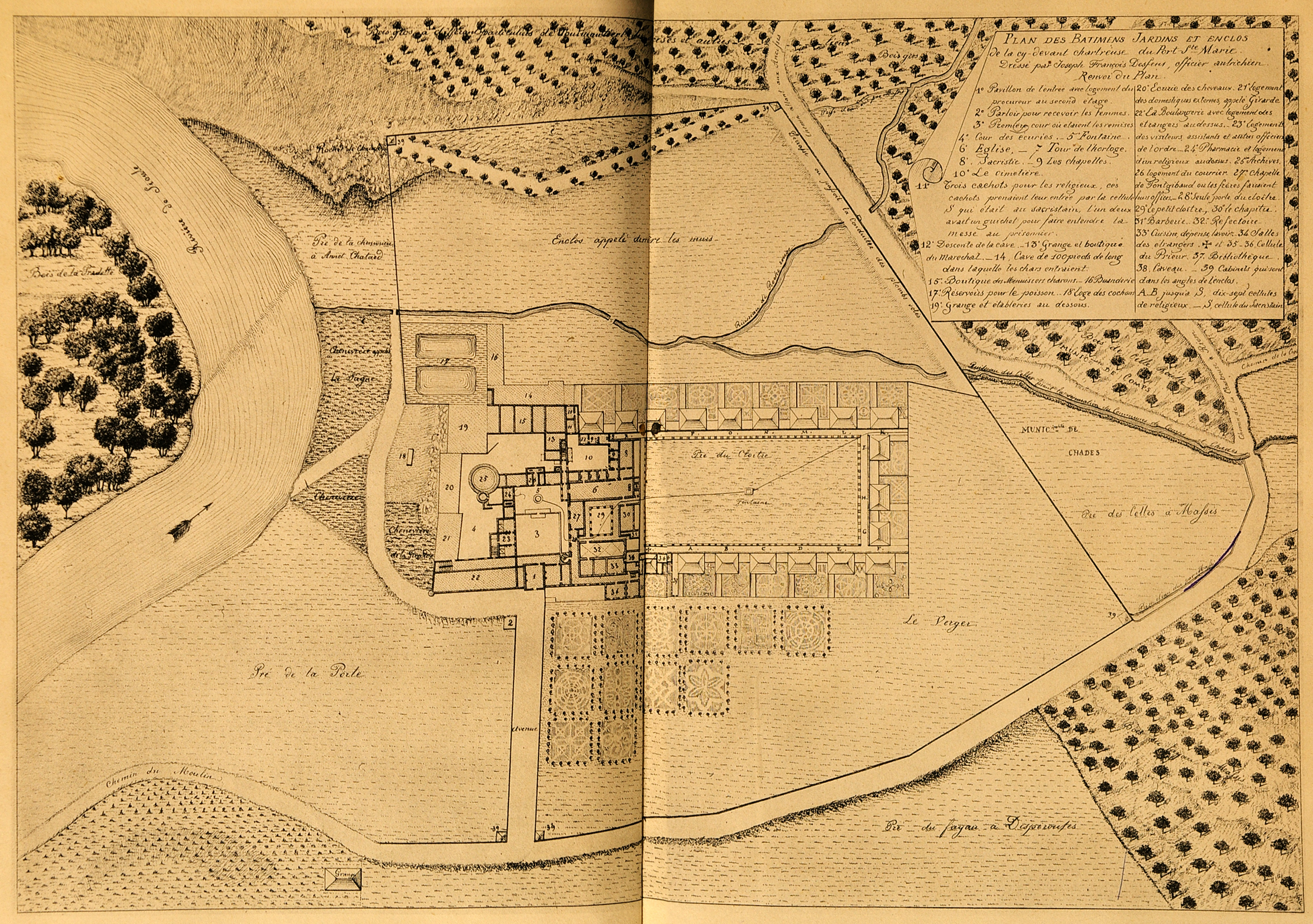
Egy tipikus karthauzi kolostor alaprajza (Chartreuse du Port-Sainte-Marie, Auvergne, Franciaország

Ez a lista a karthauzi kolostorokat tartalmazza. A karthauzi rendnek alapítása óta 272 kolostorát ismerjük a világon. Az alábbi lista a működő női- és férfikolostorokat félkövér betűkkel emeli ki.

## Amerikai Egyesült Államok
- Arlington, Charterhouse of the Transfiguration, 1970–, működő férfikolostor

## Argentína
- Deán Fúnes, Cartuja de San José, 1999–, működő férfikolostor

## Ausztria

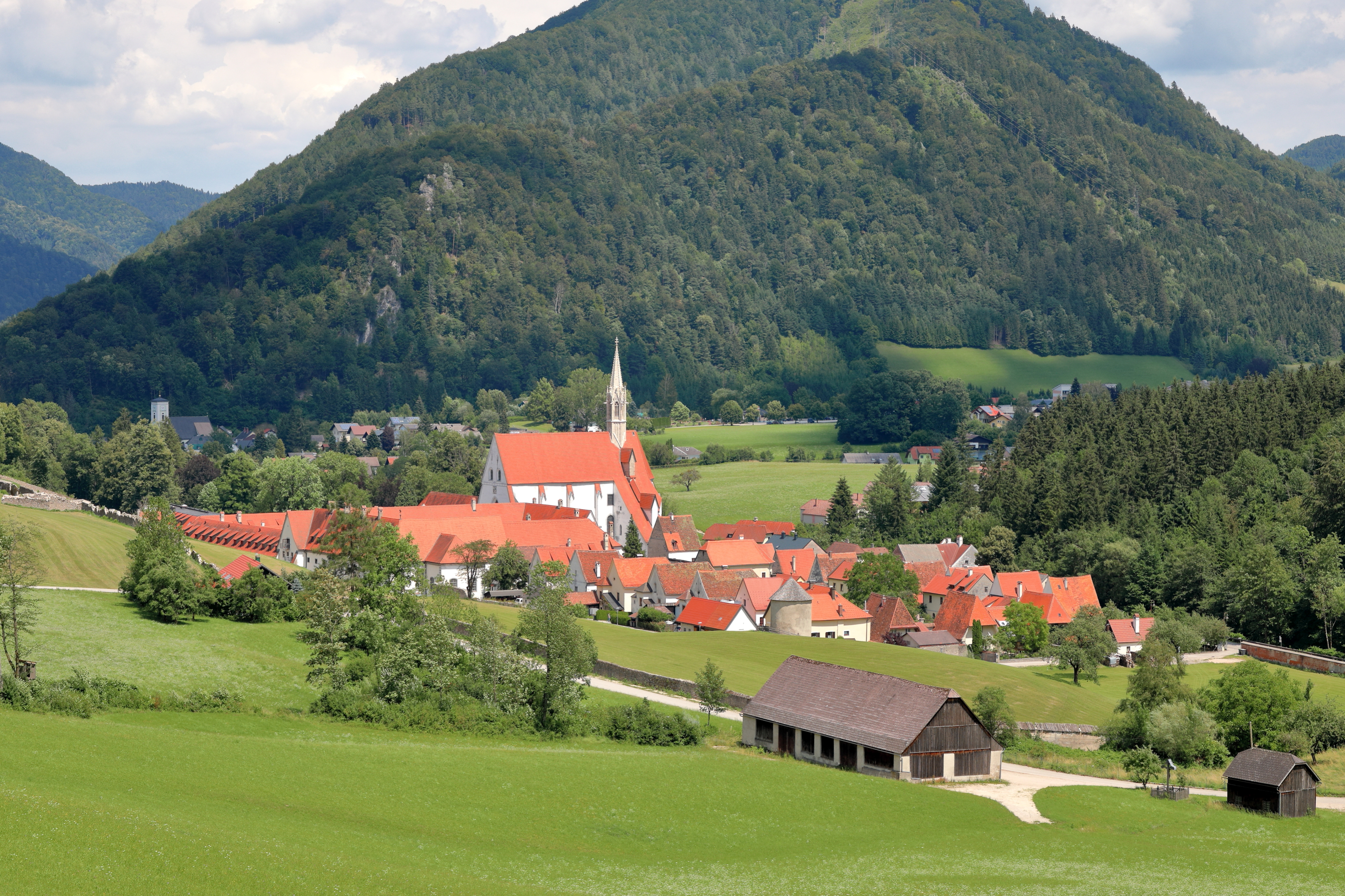
Kartause Maria Thron, Gaming, Ausztria

- Aggsbach, Kartause Aggsbach vagy Kartause Marienpforte, 1380–1782, megszűnt férfikolostor
- Gaming, Kartause Gaming vagy Kartause Maria Thron, 1330–1782, megszűnt férfikolostor
- Mauerbach, Kartause Mauerbach, 1313–1782, megszűnt férfikolostor

## Brazília
- Ivorá, Cartuxa Nossa Senhora Medianeira, 1984–, működő férfikolostor

## Dél-Korea
- Sangjushi, Karthusio Sudowon, 2004–, működő férfikolostor
- Sangjushi, Karthusio Sudowon, 2008–, működő női kolostor

## Egyesült Királyság
- Horsham, St. Hugh's Charterhouse, 1873–, működő férfikolostor

## Franciaország

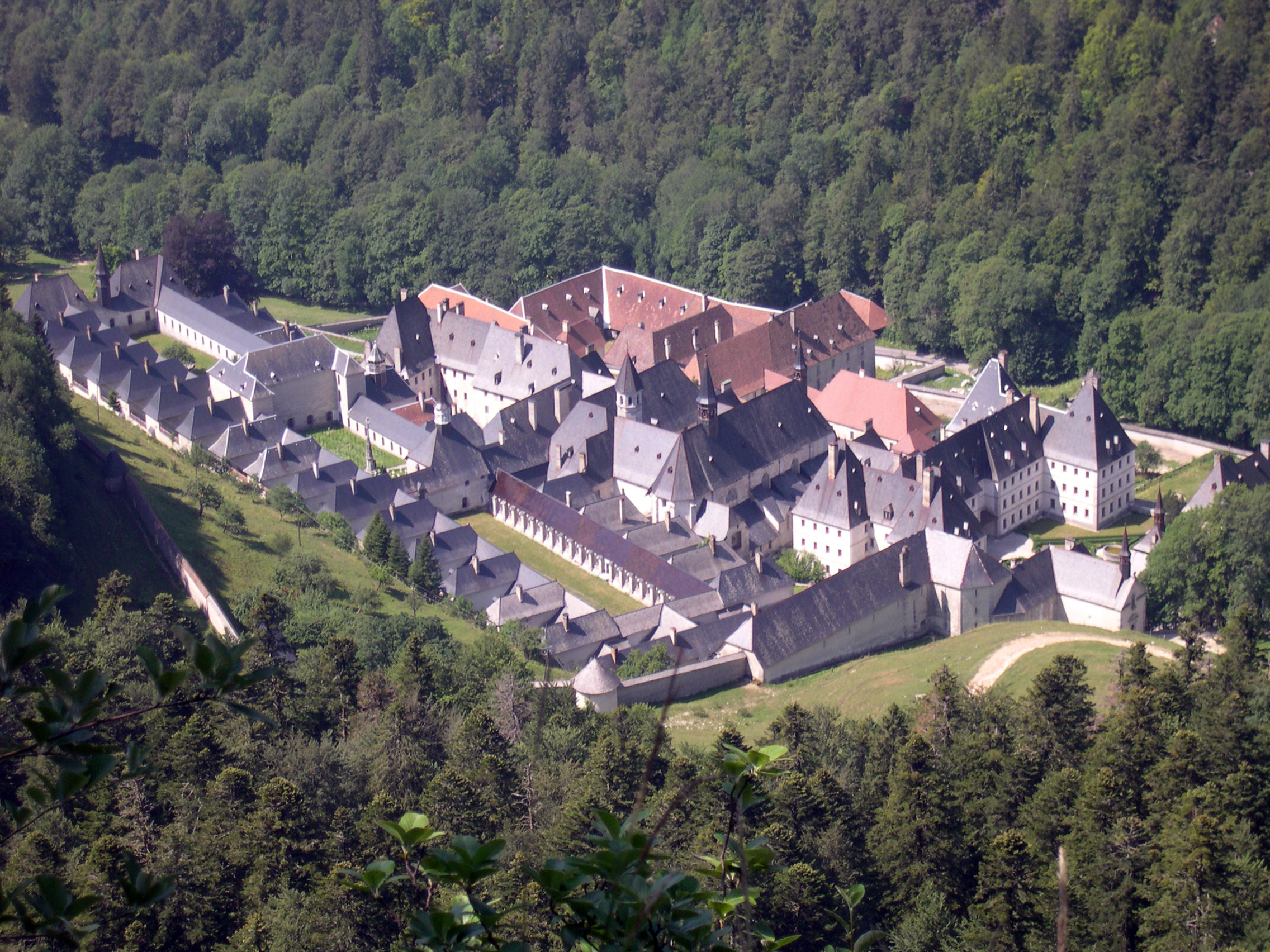
Monastère de la Grande Chartreuse, Franciaország

- Saint Pierre-de-Chartreuse, Monastère de la Grande Chartreuse, 1084–1792, 1816-1903, 1940-, (működő férfikolostor)
- Bénonces, Chartreuse de Portes, 1115–1791, 1855–1901, 1971–, (működő férfikolostor)
- Méounes-lès-Montrieux, Chartreuse de Montrieux, 1117–1790, 1861–1901, 1929-, (működő férfikolostor)
- Marnhagues-et-Latour, Chartreuse de Nonenque, 1139–1791, 1927–, (működő női kolostor)
- Reillanne, Chartreuse Notre-Dame de Reillanne, 1978–, (működő női kolostor)

## Magyarország
- Ercsi, Ercsi karthauzi kolostor, 1227–1242, megszűnt férfikolostor
- Felsőtárkány, Tárkányi karthauzi kolostor, 1332–XVI. század dereka, megszűnt férfikolostor
- Városlőd, Lövöldi karthauzi kolostor, 1346–1554, megszűnt férfikolostor

## Németország
- Bad Wurzach, Kartause Marienau, 1964–, működő férfikolostor

## Olaszország
- Lucca, (Maggiano), Certosa di Farneta, 1338–, (működő férfikolostor)
- Serra San Bruno , Certosa de Serra San Bruno, 1090–1197, 1514–1808, 1856–, (működő férfikolostor)
- Dego, Certosa della Trinità, 1994–, (működő női kolostor)
- Sospirolo, Certosa di vedana, 1456–1977 férfikolostor, 1977– (működő női kolostor)

## Portugália
- Évora, Cartuxa Santa María Scala Coeli, 1587–, (működő férfikolostor)

## Svájc
- Cerniat, Chartreuse de la Valsainte, 1294–1778, 1863–, (működő férfikolostor)
- Kartause Ittingen 1461-1848 (nem működő férfikolostor)

## Spanyolország

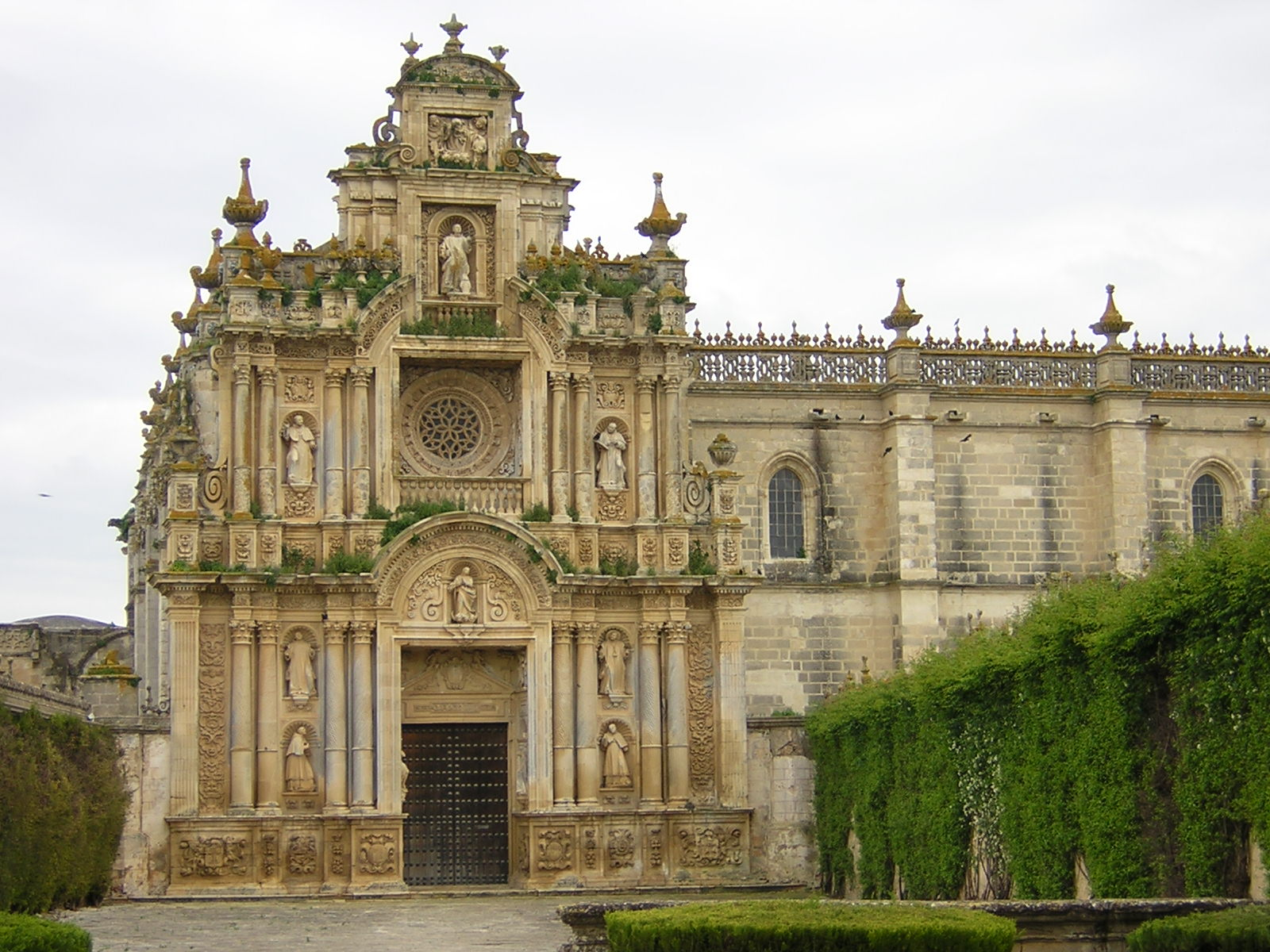
Karthauzi kolostor, Jerez de la Frontera, Spanyolország

- Burgos, Cartuja de Santa María de Miraflores, 1441– működő férfikolostor
- Tiana, Cartoixa de Santa María de Montalegre, 1415–1808, 1814–1820, 1823–1835, 1901–1939, 1944–, működő férfikolostor
- Zaragoza, Cartuja de Aula Dei, 1564–1808, 1815–1835, 1901–, működő férfikolostor
- Valencia, Cartuja de Porta Coeli, 1272–, működő férfikolostor
- Puebla de Benifassa, Cartuja Santa María de Benifasar, 1967– működő női kolostor
- Jerez de la Frontera, Cartuja Jerez de la Frontera or Cartuja Santa María de la Defensión, 1463–1835, 1948–2001, megszűnt férfikolostor

## Szlovákia
- Lehnic, Vörös kolostor, 1320–1563, megszűnt férfikolostor
- Hámbor (Haynburg, Brezovička), 1307-1329
- Létánfalva, Menedékkövi karthauzi kolostor, 1299–1543, megszűnt férfikolostor

## Szlovénia

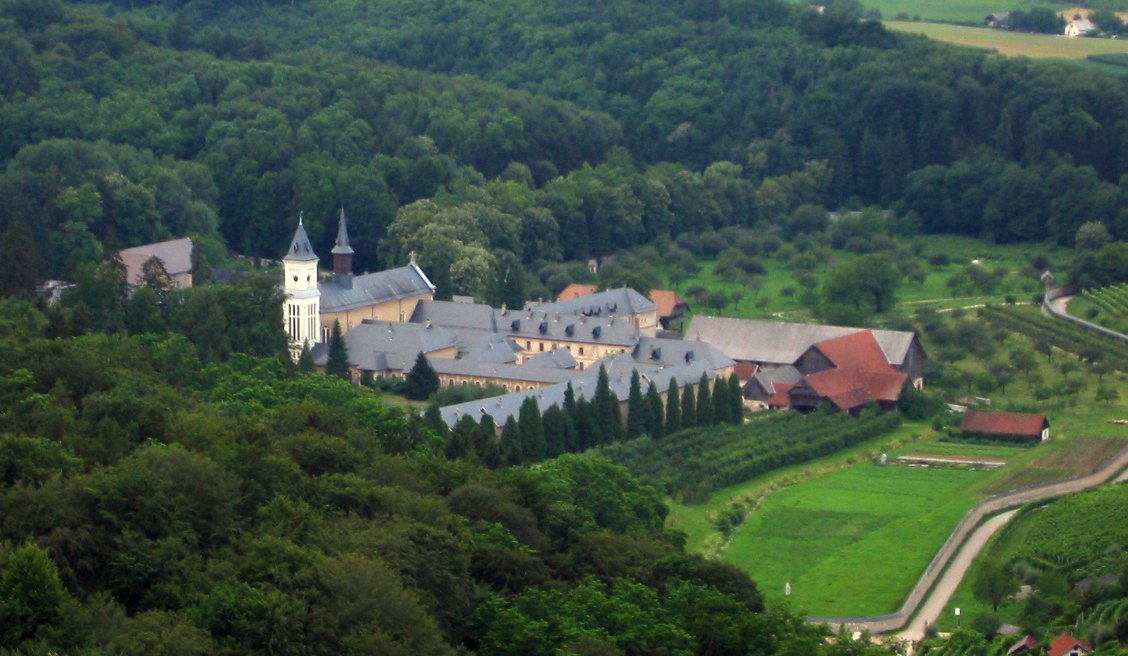
Kartuzija Pleterje, Szlovénia

- Šentjernej, Kartuzija Pleterje, 1403–1593, 1889–, működő férfikolostor
- Zicka Khartuzia 3215 Loce pri Pjolcanah, Spitalic pri Slov. Konjicah 9 GPS 46.310693, 15.393009